# 구조 다양체
미분기하학에서 구조 다양체(영어: {\displaystyle G}-structure manifold)는 그 접다발이 어떤 리 군의 작용을 갖춘 매끄러운 다양체이다.

## 정의
리 군 {\displaystyle G} 및 {\displaystyle G}의 충실한 유한 차원 실수 표현
{\displaystyle \rho \colon G\to \operatorname {GL} (n;\mathbb {R} )}
이 주어졌다고 하자. {\displaystyle (G,\rho )}-구조 다발은 다음과 같은 데이터로 주어진다.
- {\displaystyle V}와 같은 차원의 매끄러운 벡터 다발 {\displaystyle E\twoheadrightarrow M}
- {\displaystyle E}의 틀다발 {\displaystyle \operatorname {F} (E)}의 부분 다발인 {\displaystyle G}-주다발 {\displaystyle P\subseteq \operatorname {F} (E)}

즉, 각 점 {\displaystyle x\in M}에서, 특별한 틀
{\displaystyle \mathbb {R} ^{n}\to \mathbb {E} _{x}}
들의 집합이 존재하며, 이 틀들의 집합에는 추이적 오른쪽 {\displaystyle G}-작용이 존재한다.
이는 사실 {\displaystyle E}와 {\displaystyle P\times _{G}\mathbb {R} ^{n}} 사이의 벡터 다발 동형 사상과 동치이다.
그 접다발이 {\displaystyle (G,\rho )}-구조를 갖는 매끄러운 다양체를 {\displaystyle (G,\rho )}-구조 다양체라고 한다. 이 경우, {\displaystyle (G,\rho )}-구조는 어떤 1차 미분 형식
{\displaystyle \Omega ^{1}(M;P\times _{G}\mathbb {R} ^{n})}
에 의하여 주어지는데, 이를 접착 형식(영어: solder form)이라고 한다.

### 호환 접속
{\displaystyle G}-구조 벡터 다발 {\displaystyle E\twoheadrightarrow M}의 호환 접속(영어: compatible connection)은 코쥘 접속
{\displaystyle \nabla \colon \Gamma ^{\infty }(E)\to \Gamma ^{\infty }(\mathrm {T} ^{*}M\otimes E)}
가운데, 다음 조건을 만족시키는 것이다.
- 임의의 폐곡선 {\displaystyle \gamma \colon [0,1]\to M} ({\displaystyle \gamma (0)=\gamma (1)})에 대하여, {\displaystyle \gamma }에 대한 홀로노미 {\displaystyle \operatorname {Hol} _{\gamma }\in \operatorname {GL} (n;\mathbb {R} )}는 {\displaystyle G}에 속한다.

{\displaystyle (E,P)} 위의 {\displaystyle G}-호환 접속들의 공간은
{\displaystyle \Omega ^{1}(M;P\times _{G}{\mathfrak {g}})}
위의 아핀 공간을 이룬다.
이 경우, 접속 {\displaystyle \nabla }의 곡률
{\displaystyle F_{\nabla }(X,Y)\in {\mathfrak {gl}}(E)}
은 다음과 같은 2차 미분 형식을 이룬다.
{\displaystyle F\in \Omega ^{2}(M;P\times _{G}{\mathfrak {g}})}

## 예
다음과 같이, 다양한 미분기하학적 구조들은 {\displaystyle G}-구조 다양체의 개념의 특수한 경우이다.
| {\displaystyle \operatorname {GL} (n;\mathbb {R} )}                       | 매끄러운 다양체                                 |
| {\displaystyle \operatorname {GL} ^{+}(n;\mathbb {R} )}                   | 유향 다양체                                     |
| {\displaystyle \operatorname {GL} (n/2;\mathbb {C} )}                     | 개복소다양체                                    |
| {\displaystyle \operatorname {O} (n;\mathbb {R} )}                        | 리만 다양체                                     |
| {\displaystyle \operatorname {SO} (n;\mathbb {R} )}                       | 유향 리만 다양체                                |
| {\displaystyle \operatorname {O} (p,n-p;\mathbb {R} )}                    | 부호수 {\displaystyle (p,n-p)}의 준 리만 다양체 |
| {\displaystyle \operatorname {Sp} (n;\mathbb {R} )}                       | 준 심플렉틱 다양체                              |
| {\displaystyle {\mathsf {G}}_{2}\leq \operatorname {GL} (7;\mathbb {R} )} | G₂ 다양체                                       |

## 참고 문헌
- Chern, Shiing-shen (1966). “The geometry of G-structures”. 《Bulletin of the American Mathematical Society》 (영어) 72: 167–219. doi:10.1090/S0002-9904-1966-11473-8. MR 0192436.